# Igra lignje
Igra lignje (korejski: 오징어 게임) južnokorejska je distopijska triler-horor televizijska serija o preživljavanju koju je za Netflix osmislio, napisao i režirao Hwang Dong-hyuk. Serija se fokusira na tajno natjecanje u kojem 456 igrača, od kojih su svi u teškim financijskim problemima, riskiraju svoje živote igrajući smrtonosne dječje igre za priliku osvojiti nagradu od 45,6 milijardi vona. Naslov serije potječe od riječi ojingeo ("lignja"), korejske dječje igre. Lee Jung-jae, koji glumi glavnog junaka serije, Seonga Gi-huna, predvodi ansambl glumačke postave.
Prva sezona serije objavljena je globalno 17. rujna 2021. godine, dobivši pohvale kritike i međunarodnu pažnju. Postala je najgledanija tv-serija do sada na Netflixu. Privukla je 142 milijuna gledatelja u svijetu u prva četiri tjedna prikazivanja, te je osvojila brojne nagrade, uključujući šest nagrada Primetime Emmy i jedan Zlatni globus. Produkcija za drugu sezonu započela je u srpnju 2023., a premijera je održana 26. prosinca 2024. Treća i posljednja sezona snimljena je uz drugu sezonu, a biti će objavljena 27. lipnja 2025. godine.

## Radnja
U Južnoj Koreji, Seong Gi-hun, razvedeni otac i ovisnik o kockanju koji živi s bolesnom majkom, dobiva pozivnicu da sudjeluje u nizu dječjih igara za priliku osvojiti veliku novčanu nagradu. Prihvaćajući ponudu, odveden je na nepoznatu lokaciju, gdje se nalazi s još 455 igrača, koji su također u teškoj financijskoj situaciji. Igrači su prisiljeni nositi zelene trenirke i pod stalnim su nadzorom maskiranih čuvara u ružičastim kombinezonima, dok igre nadzire Front Man, koji nosi crnu masku i uniformu.
Ubrzo otkrivaju da gubitak u igri znači smrt, a svaka smrt dodaje 100 milijuna vona u ukupni nagradni fond od 45,6 milijardi vona. Gi-hun se udružuje s ostalim igračima, uključujući svog prijatelja iz djetinjstva Cho Sang-wooa i sjevernokorejsku prebjeglicu Kang Sae-byeok, kako bi pokušao preživjeti fizičke i psihološke izazove igara. Istovremeno, detektiv Hwang Jun-ho infiltrira se među čuvare kako bi pronašao svog nestalog brata.
U drugoj sezoni, Gi-hun, koji je tri godine nakon pobjede u igri zakleo osvetu, ponovno sudjeluje u igri kako bi se osvetio Front Manu i zauvijek okončao igru. Pridružuje mu se policajac Jun-ho. Front Man pokušava uvjeriti Gi-huna da ne postoji način da okonča igre zbog prave prirode ljudi.

## Uloge
- Lee Jung-jae – Seong Gi-hun (456)
- Park Hae-soo – Cho Sang-woo (218)
- Jung Ho-yeon – Kang Sae-byeok (067)
- Oh Yeong-su – Oh Il-nam (001)
- Heo Sung-tae – Jang Deok-su (101)
- Anupam Tripathi – Abdul Ali (199)
- Kim Joo-ryoung – Han Mi-nyeo (212)
- Wi Ha-joon – Hwang Jun-ho

## Pregled serije
| Sezona | Sezona | Epizode | Prva objava        | Prva objava        |
| ------ | ------ | ------- | ------------------ | ------------------ |
|        | 1.     | 9       | 17. rujna 2021.    | 17. rujna 2021.    |
|        | 2.     | 7       | 26. prosinca 2024. | 26. prosinca 2024. |
|        | 3.     | 6       | 27. lipnja 2025.   | 27. lipnja 2025.   |

## Vanjske poveznice
- Službena stranica
- Squid Game u internetskoj bazi filmova IMDb-a